# Eleocharis capillacea
Eleocharis capillacea är en halvgräsart som beskrevs av Carl Sigismund Kunth. Eleocharis capillacea ingår i släktet småsäv, och familjen halvgräs. Inga underarter finns listade i Catalogue of Life.